# Meltheads
Meltheads is een Belgische garage- en postpunkband. Ze bestaat uit zanger Sietse Willems, basgitarist Tim Pensaert, drummer Simon de Geus en gitarist Yunas de Proost.

## Achtergrond
De band ontstond in maart 2018. De bandleden leerden elkaar kennen op de middelbare school in Antwerpen. Een 'melthead' is iemand met 'weggesmolten hersenen' door een overdosis drugs. Begin 2019 brachten ze hun eerste single "Disco Of L’Amore" uit. Ze bouwden een reputatie op als liveband, eerst in hun eigen omgeving en later op festivals zoals Left of the Dial, Lokerse Feesten, Pukkelpop en Maanrock.
In 2022 was Meltheads finalist in De Nieuwe Lichting van radiozender Studio Brussel en haalde de tweede plaats in Humo's Rock Rally. De band tekende een contract bij Mayway Records, dat hun eerste Nederlandstalige nummer "Naïef" uitbracht. Begin november 2022 bereikte de single de eerste plaats in De Afrekening van Studio Brussel.
Op 9 februari 2024 bracht de band hun eerste studioalbum "Decent Sex" uit. Het album werd uitgebracht door het label Mayway Records. Decent Sex werd erg positief ontvangen door het publiek, zo werd de LP in het Belgische tijdschrift Humo "een plaat waar niet naast te luisteren valt" genoemd.Om hun debuutalbum te vieren gaf Meltheads een maand na de release van hun album een concert in Trix (muziekcentrum). De band zou oorspronkelijk in een kleinere zaal spelen van Trix, maar omdat de tickets zo snel uitverkocht waren, mocht  de band in de grootste zaal spelen.

## Discografie

### Singles
- "Disco Of L’Amore" (2019)
- "Sweet Monica" (2020)
- "We Used To" (2020)
- "I Wanna Be a Girl" (2021)
- "Trash Can" (2021)
- "Naïef" (2022)
- "I Want It All" (2023)
- "Theodore" (2023)
- "Night Gym" (2023)
- "White lies" (2023)
- "No one is innocent" (2024)

### Albums
- Decent Sex (2024)